# Mendel, el de los libros
Mendel, el de los libros (en alemán Buchmendel) es un cuento del escritor austriaco Stefan Zweig de 1929. El propio Zweig unió este relato a otros igual de breves en un compendio denominado Caleidoscopio.

## Argumento
Narra la historia de un viejo vendedor ambulante de libros. Judío de nacionalidad rusa, su presencia es tolerada en un Café vienés por su erudición bibliográfica. Ensimismado en su mundo, no percibe los drásticos cambios efectuados a su alrededor, los ocasionados por la I Guerra Mundial.
Acusado erróneamente de colaborar con los países enemigos, Francia y Gran Bretaña, en 1915 es enviado a un campo de reclusión. Tras dos años encerrado es puesto en libertad, regresando al Café como si nada hubiera ocurrido. Pero su memoria ya no es la misma, ya no puede leer, sus clientes han desaparecido, todo su entorno ha cambiado, reflejando el padecimiento sufrido, lo que contribuye a su trágico final.
En su acostumbrado tono desgarrado, Zweig plantea magistralmente, por medio de una pequeña historia de un personaje modesto, el impactante golpe que significó para la vida y la cultura vienesa la Gran Guerra.